# تشارلز إس. دوريون
تشارلز إس. دوريون (بالإنجليزية: Charles S. Dorion)‏ هو رسام أمريكي، ولد في القرن التاسع عشر، وتوفي في القرن العشرين.